# Eurovision Song Contest 1985

Deltagande länder.
Länder som tävlat förut men inte deltog 1985.

Eurovision Song Contest 1985 arrangerades av Sveriges Television den 4 maj 1985 i Göteborg, Sverige, eftersom Herreys vann tävlingen 1984. Det var andra gången Sverige arrangerade tävlingen, första gången var tio år tidigare: 1975 i Stockholm. Spelplatsen Scandinavium var vid denna tidpunkt den största arenan i Sverige. Kapellmästare var Curt-Eric Holmquist som ledde en orkester på 48 musiker, de flesta från Göteborgs symfoniorkester. Han dirigerade Sveriges och Belgiens bidrag själv, medan de andra länderna hade gästdirigenter med sig.
Själva datumet 4 maj fick två länder att avstå från tävlingen, Nederländerna och Jugoslavien. Detta för minnesdagen Nationella dagen för åminnelse av döda i Nederländerna och för årsdagen då Jugoslaviens president Josip Broz Tito avled 1980.

## Sändningen
Programledare för årets tävling var Lill Lindfors som i mycket har ansetts vara en av Eurovisionens främsta programledare, främst genom sin humor och utstrålning hela festivalen igenom. Mest minnesvärt är utan tvivel då hon klev ut på scenen, strax före omröstningen, och hennes kjol plötsligt fastnade i scendekorationen och revs av. Detta var en i hemlighet arrangerad "olyckshändelse", då Lill snabbt vecklade ut en dold klänning av delarna som satt kvar på kroppen. Frank Naef från EBU var dock inte road av detta och såg till att det infördes en regel att generalrepetitionen skulle se precis likadan ut som direktsändningen.
För första gången inleddes sändningen med en sång från programledaren då Lill sjöng My Joy is Building Bricks of Music, en engelsk version av Musik ska byggas utav glädje. Med sig på scenen hade hon även saxofonisten Hector Bingert.
Varje lands bidrag presenterades sedvanligt med en videosnutt, detta år med bilder från värdstaden Göteborg. Något som var lite annorlunda detta år var att bidragens upphovsmän agerade framför kameran istället för artisten. Till exempel var Lasse Holm och Ingela "Pling" Forsman, upphovsmän för det svenska bidraget, i ett fiskhus och åt räkor. I videon för det danska bidraget anlände låtskrivaren Sören Bundgaard till Göteborg med Stena Line viftandes med danska flaggan. Han möttes av textförfattaren Keld Heick vid färjeterminalen. Efter varje video presenterade Lill Lindfors artisten och dirigenten. I regel gjorde hon det på engelska, men inför Västtyskland och Österrikes bidrag talade hon på tyska, inför Greklands bidrag på grekiska (med översättning till engelska) och därefter spanska inför Spaniens bidrag och franska inför Luxemburg och Frankrike. Likaså presenterades det svenska bidraget på svenska. 
Då Bobbysocks vann för Norge gratulerade Lill Lindfors Elisabeth Andreassen och Hanne Krogh genom att säga: I must say I am honestly very happy that this happened because Norway has been last on so many times that you really deserve it! Krogh svarade: You're happy? What do you think we are?!
Repetitionerna inför sändningen blev något nervösa i och med att tavlan som registrerade poängen inte fungerade helt och hållet, något man emellertid fick ordning på inför själva finalen. Det sades på förhand att programledaren Lill Lindfors hade varit mycket okoncentrerad på repetitionerna och att det hade varit en hårsmån från att hon blivit utbytt mot Maria Scherer.

## Bidragen
Totalt 13 artister gjorde comeback i tävlingen vilket är det högsta genom tiderna.
Detta år deltog den yngsta deltagaren någonsin i tävlingen genom åttaåriga Lea-Mai Christensen som var med i Danmarks bidrag.
De stora förhandsfavoriterna var den västtyska gruppen Wind och deras bidrag Für Alle. Vidare var även Österrike, Sverige (Kikki Danielsson med Bra vibrationer), Israel och Storbritannien segertippade. Segern gick dock till den norska duon Bobbysocks och deras La det swinge. Detta var Norges första seger i tävlingen. 
Luxemburg bidrog detta år med en kanon med titeln Children, Kinder, Enfants som sjöngs på tre språk samtidigt (engelska, franska och tyska). Låten, som handlade om världens barn och slutade på trettonde plats, var komponerad av den tyska schlagerveteranen Ralph Siegel.

## Resultatlistan
| Nr | Land           | Artist                                                                             | Sång                         | Översättning | Språk        | Placering | Poäng |
| -- | -------------- | ---------------------------------------------------------------------------------- | ---------------------------- | ------------ | ------------ | --------- | ----- |
| 1  | Irland         | Maria Christian                                                                    | Wait Until the Weekend Comes | —            | Engelska     | 6         | 91    |
| 2  | Finland        | Sonja Lumme                                                                        | Eläköön elämä                | —            | Finska       | 9         | 58    |
| 3  | Cypern         | Lia Vissi                                                                          | To Katalava Arga             | —            | Grekiska     | 16        | 15    |
| 4  | Danmark        | Hot Eyes                                                                           | Sku' du spørg' fra no'en?    | —            | Danska       | 11        | 41    |
| 5  | Spanien        | Paloma San Basilio                                                                 | La fiesta terminó            | —            | Spanska      | 14        | 36    |
| 6  | Frankrike      | Roger Bens                                                                         | Femme dans ses rêves aussi   | —            | Franska      | 10        | 56    |
| 7  | Turkiet        | MFÖ                                                                                | Aşık oldum (Didai didai dai) | —            | Turkiska     | 14        | 36    |
| 8  | Belgien        | Linda Lepomme                                                                      | Laat me nu gaan              | —            | Nederländska | 19        | 7     |
| 9  | Portugal       | Adelaïde                                                                           | Penso em ti, eu sei          | —            | Portugisiska | 18        | 9     |
| 10 | Västtyskland   | Wind                                                                               | Für alle                     | —            | Tyska        | 2         | 105   |
| 11 | Israel         | Izhar Cohen                                                                        | Olé, Olé                     | —            | Hebreiska    | 5         | 93    |
| 12 | Italien        | Al Bano & Romina Power                                                             | Magic Oh Magic               | —            | Italienska   | 7         | 78    |
| 13 | Norge          | Bobbysocks                                                                         | La det swinge                | —            | Norska       | 1         | 123   |
| 14 | Storbritannien | Vikki                                                                              | Love Is...                   | —            | Engelska     | 4         | 100   |
| 15 | Schweiz        | Mariella Farré & Pino Gasparini                                                    | Piano, piano                 | —            | Tyska        | 12        | 39    |
| 16 | Sverige        | Kikki Danielsson                                                                   | Bra vibrationer              | —            | Svenska      | 3         | 103   |
| 17 | Österrike      | Gary Lux                                                                           | Kinder dieser Welt           | —            | Tyska        | 8         | 60    |
| 18 | Luxemburg      | Margo, Franck Olivier, Diane Solomon, Ireen Sheer, Chris Roberts & Malcolm Roberts | Children, Kinder, Enfants    | —            | Franska      | 13        | 37    |
| 19 | Grekland       | Takis Biniaris                                                                     | Miazoume                     | —            | Grekiska     | 16        | 15    |

## Omröstningen
Omröstningen fungerade utan tekniska problem och bjöd på en rejäl portion spänning detta år. Norge tog ledningen efter första omröstningen men den övertogs i andra omgången av Sverige och vid tredje av Västtyskland. Efter detta gavs det relativt få poäng till Norge som ett tag var nere på sjätte plats medan Sverige länge låg på andra plats. Storbritannien vände det hela genom att ge Västtyskland endast en poäng - till vilket publiken jublade - och slutligen tolv poäng till Norge. Sverige övertog ledningen igen efter femtonde röstomgången efter att Schweiz oväntat gav sin 12:a till Turkiet. Direkt efter gav dock Sverige sin 12:a till Norge som därmed tog ledningen på nytt vilken de lyckades hålla omröstningen ut. Västtyskland gick förbi Sverige på slutet och kom tvåa med endast två poäng före.
Grekland var sist med att avlägga sina röster och Norge hade redan då en ointaglig ledning. Då grekerna endast gav Norge en enda poäng bröt publiken ut i storskratt. Norges 123 poäng är den lägsta slutpoängen med detta röstningssystem (använt sedan 1975) eftersom tolvpoängarna spriddes ut över flera bidrag.
Sist i tävlingen kom Belgien med den stillsamma balladen Laat me nu gaan. Sången räddades från att bli poänglös genom att få sju poäng från Turkiet.
| Startordning | Startordning   | Röster | Röster | Röster | Röster | Röster | Röster | Röster | Röster | Röster | Röster | Röster | Röster | Röster | Röster | Röster | Röster | Röster | Röster | Röster | Röster |
| Startordning | Startordning   | Totalt | IE     | FI     | CY     | DK     | ES     | FR     | TR     | BE     | PT     | DE     | IL     | IT     | NO     | UK     | CH     | SE     | AT     | LU     | GR     |
| ------------ | -------------- | ------ | ------ | ------ | ------ | ------ | ------ | ------ | ------ | ------ | ------ | ------ | ------ | ------ | ------ | ------ | ------ | ------ | ------ | ------ | ------ |
| Bidrag       | Irland         | 91     |        | 1      | 7      | 3      | 4      | 3      | 5      | 8      | 8      | 4      | 8      | 12     | 3      | 3      | 5      | 7      | 10     | -      | -      |
| Bidrag       | Finland        | 58     | 6      |        | 6      | -      | 6      | -      | 3      | -      | -      | -      | 1      | 7      | -      | 7      | 2      | 10     | -      | -      | 10     |
| Bidrag       | Cypern         | 15     | 1      | -      |        | -      | -      | -      | -      | -      | -      | -      | -      | 3      | -      | -      | 3      | -      | -      | -      | 8      |
| Bidrag       | Danmark        | 41     | -      | -      | 3      |        | -      | 10     | -      | 3      | 1      | 6      | -      | 2      | 6      | -      | -      | 5      | 5      | -      | -      |
| Bidrag       | Spanien        | 36     | 2      | 8      | 1      | -      |        | -      | 12     | -      | 2      | -      | -      | -      | -      | 4      | -      | -      | -      | 1      | 6      |
| Bidrag       | Frankrike      | 56     | -      | 5      | 4      | -      | -      |        | 1      | -      | 3      | -      | 3      | 10     | -      | 2      | 4      | 6      | 3      | 3      | 12     |
| Bidrag       | Turkiet        | 36     | 7      | 2      | -      | -      | 3      | -      |        | 1      | -      | 2      | -      | -      | 1      | 8      | 12     | -      | -      | -      | -      |
| Bidrag       | Belgien        | 7      | -      | -      | -      | -      | -      | -      | 7      |        | -      | -      | -      | -      | -      | -      | -      | -      | -      | -      | -      |
| Bidrag       | Portugal       | 9      | -      | -      | -      | -      | -      | -      | 2      | -      |        | -      | -      | -      | -      | -      | -      | -      | -      | -      | 7      |
| Bidrag       | Västtyskland   | 105    | 4      | 10     | 12     | 10     | 10     | 8      | -      | 10     | 7      |        | 7      | -      | 8      | 1      | -      | 8      | -      | 10     | -      |
| Bidrag       | Israel         | 93     | 8      | -      | 5      | 4      | 8      | 12     | -      | -      | 5      | 7      |        | 5      | 10     | 5      | 7      | 2      | 7      | 6      | 2      |
| Bidrag       | Italien        | 78     | -      | 6      | 10     | 1      | 12     | 5      | 8      | 2      | 12     | -      | 4      |        | -      | -      | -      | -      | 6      | 12     | -      |
| Bidrag       | Norge          | 123    | 12     | 4      | -      | 12     | 1      | 2      | -      | 12     | -      | 12     | 12     | 6      |        | 12     | 6      | 12     | 12     | 7      | 1      |
| Bidrag       | Storbritannien | 100    | 5      | 7      | -      | 5      | 5      | 6      | 10     | 6      | 6      | 5      | 2      | 8      | 7      |        | 10     | 4      | 2      | 8      | 4      |
| Bidrag       | Schweiz        | 39     | -      | 3      | 2      | 6      | -      | -      | 6      | 5      | 4      | 1      | -      | -      | 5      | -      |        | 1      | 1      | 2      | 3      |
| Bidrag       | Sverige        | 103    | 10     | 12     | -      | 8      | 2      | 7      | 4      | 7      | -      | 8      | 6      | 4      | 12     | 6      | 8      |        | 4      | 5      | -      |
| Bidrag       | Österrike      | 60     | 3      | -      | -      | 7      | -      | 1      | -      | 4      | -      | 10     | 10     | -      | 2      | 10     | 1      | 3      |        | 4      | 5      |
| Bidrag       | Luxemburg      | 37     | -      | -      | -      | 2      | -      | 4      | -      | -      | 10     | 3      | 5      | 1      | 4      | -      | -      | -      | 8      |        | -      |
| Bidrag       | Grekland       | 15     | -      | -      | 8      | -      | 7      | -      | -      | -      | -      | -      | -      | -      | -      | -      | -      | -      | -      | -      |        |

### 12-poängare
| Antal | Tävlande land | Länder som gav 12 poäng                                                            |
| ----- | ------------- | ---------------------------------------------------------------------------------- |
| 8     | Norge         | Belgien, Danmark, Irland, Israel, Storbritannien, Sverige, Västtyskland, Österrike |
| 3     | Italien       | Luxemburg, Portugal, Spanien                                                       |
| 2     | Sverige       | Finland, Norge                                                                     |
| 1     | Frankrike     | Grekland                                                                           |
| 1     | Irland        | Italien                                                                            |
| 1     | Israel        | Frankrike                                                                          |
| 1     | Spanien       | Turkiet                                                                            |
| 1     | Turkiet       | Schweiz                                                                            |
| 1     | Västtyskland  | Cypern                                                                             |

## Återkommande artister
| Artist                            | Land      | Tidigare år                                |
| --------------------------------- | --------- | ------------------------------------------ |
| Lia Vissi                         | Cypern    | 1980 (medlem i The Epikouri, för Grekland) |
| Hot Eyes                          | Danmark   | 1984                                       |
| Izhar Cohen                       | Israel    | 1978 (med Alphabeta)                       |
| Al Bano & Romina Power            | Italien   | 1976                                       |
| Ireen Sheer                       | Luxemburg | 1974, 1978 (för Västtyskland)              |
| Elisabeth Andreassen (Bobbysocks) | Norge     | 1982 (medlem i Chips, för Sverige)         |
| Hanne Krogh (Bobbysocks)          | Norge     | 1971                                       |
| Mariella Farré                    | Schweiz   | 1983                                       |
| Pino Gasparini                    | Schweiz   | 1977 (medlem i Pepe Lienhard Band)         |
| Kikki Danielsson                  | Sverige   | 1982 (medlem i Chips)                      |
| Gary Lux                          | Österrike | 1983 (medlem i Westend)                    |